# Бендюгівка
Бендюгі́вка — село в Україні, у Обухівському районі Київської області. Населення становить 317 осіб.

## Відомі люди
- Бащенко Олександр Петрович (*30 липня 1913 — 10 жовтня 1944) — Герой Радянського Союзу.